# 소네자키촌
소네자키촌(일본어: 曾根崎村)은 일본 오사카부 니시나리군에 설치되었던 촌이다. 현재의 오사카시 기타구에 해당한다.